# آنتونیو بنارریوو
آنتونیو بنارریوو (به ایتالیایی: Antonio Benarrivo) بازیکن فوتبال و اهل ایتالیا است 

## تیم ملی
از سال ۱۹۹۳ میلادی عضو تیم ملی فوتبال ایتالیا بوده و در ۲۳ بازی ملی حضور داشته‌است. او در بازی‌های ملی‌اش گلی به ثمر نرساند.
آنتونیو بنارریوو آخرین بازی ملی خود را در سال ۱۹۹۷ میلادی انجام داد.